# Корвалол
Корвалол (Corvalolum) — разработанный в СССР седативный лекарственный препарат с недоказанной эффективностью на основе фенобарбитала. 
Содержит также этиловый эфир α-бромизовалериановой кислоты и ментол. По действию аналогичен валокордину, оба препарата имеют сходный состав. 
В настоящее время корвалол, как и валокордин, считается устаревшим, поскольку барбитураты в качестве седативных и снотворных средств были заменены более эффективными и безопасными классами лекарств, например бензодиазепинами. 
Научных доказательств эффективности корвалола в качестве лекарственного средства нет. 

## Описание
Корвалол представляет собой советский аналог немецкого валокордина, от которого он отличается второстепенными компонентами. Основное действующее вещество обоих препаратов — сильнодействующий наркотик фенобарбитал из группы барбитуратов. Благодаря очень низкой дозе фенобарбитала корвалол отпускается в российских аптеках без рецепта, хотя в XXI веке дважды в российском правительстве высказывались предложения сделать его рецептурным.
Корвалол в СССР стал традиционным лекарством и сохранил этот статус на постсоветском пространстве. Популярность этого препарата обусловлена тем, что он и аналогичные ему лекарства на основе фенобарбитала являются единственными безрецептурными сильнодействующими седативными средствами на лекарственном рынке России, в то время как, например, все бензодиазепиновые препараты, обладающие схожими фармакологическими эффектами, но несравненно менее токсичные, отпускаются в аптеках России строго по рецепту.
В настоящее время оригинальный валокордин в Германии не применяется из-за побочных явлений. В качестве успокоительных средств там используются более безопасные препараты.
В России корвалол является одним из популярных безрецептурных аптечных препаратов. Ежегодно российские аптеки продают примерно 50 млн упаковок корвалола.
На украинском рынке годовой объём продаж корвалола составляет около 100 млн гривен.
Из-за наркотика фенобарбитала, который входит в состав корвалола и запрещён к свободной продаже в США, ввоз корвалола в США ограничен. Другой его компонент, этилбромизовалерианат, в США также запрещён для свободной продажи без рецепта. Также он запрещён к ввозу в некоторые страны Европы.
Постановлением Правительства Российской Федерации от 30.06.1998 № 681 входящий в состав корвалола фенобарбитал включён в список психотропных веществ, оборот которых в Российской Федерации ограничен (Перечень наркотических средств, психотропных веществ и их прекурсоров, подлежащих контролю в Российской Федерации, список III).
Торговая марка «Корвалол» зарегистрирована в 15 странах Европы и Азии.
Компоненты корвалола:
- Фенобарбитал — 1,82 %
- Этилбромизовалерианат — 2 %
- едкий натр — 3 %
- масло мяты перечной — 0,14 %
- спирт этиловый и вода в равных пропорциях

Миндзрав РФ относит корвалол к группе АТХ «Другие снотворные и седативные средства» с кодом N05CM

## История
В 1960 году старейший в СССР Киевский фармацевтический завод им. М. В. Ломоносова (ныне АО «Фармак») начал выпускать отечественный аналог немецкого валокордина — корвалол, отличающийся от оригинала отсутствием масла шишек хмеля. По официальной позиции завода корвалол является их оригинальной разработкой, выполненной главным технологом предприятия, а не частичным заимствованием немецкого препарата.
К концу 1970-х годов корвалол производили 70 фармацевтических предприятий в разных регионах СССР. В настоящее время корвалол производится в нескольких странах, все они ранее были республиками в составе СССР. В России его производят «Фармстандарт», «ЮжФарм», «Гиппократ», «Сесана», «Усолье-Сибирский химфармзавод» и другие фармацевтические предприятия. На Украине — АО «Фармак» и ЧАО «Фармацевтическая компания „Дарница“», в Республике Беларусь — «Белмедпрепараты» и «Фармтехнология», в Узбекистане — «Неогаленфарм».
В украинских судах с 2004 года идут тяжбы между разными производителями корвалола. Журналисты предполагают, что с помощью судебных разбирательств один из производителей (АО «Фармак») пытается избавиться от конкурентов и получить монопольное положение на украинском рынке. Такой вывод они делают на основании того, что, экспортируя «Корвалол Corvalolum» в другие страны, АО «Фармак» не судится с тамошними производителями корвалола.
В 2008 году из-за слухов о запрете свободной продажи корвалола в России возник панический ажиотажный спрос, в результате чего правительство оставило его безрецептурным.

## Физические свойства
Бесцветная полупрозрачная жидкость.

## Органолептические свойства
Корвалол имеет специфический мятный аромат и жгучий за счёт присутствия едкого натра спиртовой вкус с горьковатым привкусом.

## Эффективность и безопасность
Для корвалола нет научных исследований, которые подтверждают его эффективность при лечении каких-либо заболеваний.
Как и прочие содержащие наркотики препараты, корвалол вызывает привыкание, при продолжительном приёме для достижения прежнего эффекта пациенту требуется постепенное увеличение его дозы , при отказе после продолжительного приёма возникает сильный абстинентный синдром.
Пациенты со стенокардией испытывают страх смерти из-за боли в груди и принимают корвалол и валокордин вместо обращения к врачу, что смертельно опасно для них из-за угрозы инфаркта миокарда.

## Применение при психических расстройствах
После II мировой войны корвалол широко применялся при психических расстройствах, в том числе вызванных стрессами военного времени.
Ныне корвалол назначают при психовегетативных расстройствах, в том числе при соматоформной вегетативной дисфункции — вегетативных нарушениях (в частности, работы сердца, кишечника и т. п.), вызванных психическими проблемами. Успокоительный эффект корвалола может приводить к тому, что симптомы соматоформной вегетативной дисфункции уменьшаются, однако он не приводит к устранению причин, вызвавших эти симптомы. Длительное применение корвалола при психовегетативных расстройствах приводит к постепенному уменьшению терапевтического действия и к наркотической зависимости.

## Побочные действия
При регулярном употреблении корвалола в больших дозах выявлены серьёзные неврологические и когнитивные нарушения, а также симптомы хронической интоксикации бромом (хроническое отравление бромом может приводить к заболеваниям органов дыхания, аллергии, нарушениям в половой сфере, хроническим болям и многим другим заболеваниям и расстройствам). Длительное применение корвалола ухудшает работу печени, почек и других жизненно важных органов, ослабляет память, приводит к депрессии.
Корвалол вызывает привыкание и физическую зависимость. Отказ от приёма препарата вызывает абстинентный синдром. В лёгких случаях синдром отмены сопровождается тревожным состоянием, тремором, слабостью, головокружением, тошнотой, рвотой, нарушениями сна, обмороками. В тяжёлых случаях возможны судороги, эпилептический синдром, атаксия и делирий.
При передозировке возможен летальный исход, известны случаи смертельного отравления 20, 7 и двумя флаконами. Передозировка или неправильное использование корвалола может также приводить к необратимой инвалидности.

## Злоупотребление
«Корвалол» и его аналоги широко используются в рекреационных целях. Это связано с содержанием в препарате фенобарбитала — барбитурата, оказывающего угнетающее влияние на ЦНС. Так же, его популярность среди токсикоманов обусловлена тем, что «Корвалол» — безрецептурный препарат.